# 姆阿
姆阿是汤加汤加塔布岛哈哈克区的一个小镇。它曾经是汤加拉皮塔文化的中心和图伊汤加帝国的第三个首都。

## 历史
公元前1500年—前500年，一群陶器制造者跨越西太平洋来到姆阿。他们建造了汤加的巨石建筑，包括“三石塔”。姆阿是汤加帝国的海军基地，城市被一条运河（也可以说是一条护城河）包围。在欧洲人到达后，城市被废弃（其后在高地重建）。被废弃的原因可能是海平面上升和运河系统已经无法运作。